# Dicranella mayebarae
Dicranella mayebarae är en bladmossart som beskrevs av Tohru Matsui och Iwatsuki 1990. Dicranella mayebarae ingår i släktet jordmossor, och familjen Dicranaceae. Inga underarter finns listade i Catalogue of Life.